# Kreuzjoch (Kitzbüheler Alpen)
Das Kreuzjoch ist mit einer Höhe von 2558 m ü. A. der höchste Gipfel der Kitzbüheler Alpen in Tirol. 
Das Kreuzjoch bildet zugleich den südwestlichen Abschluss der Kitzbüheler Alpen. Nach Westen grenzt es an das Zillertal, nach Südosten an das Gerlostal. Die Nachbargipfel des Kreuzjochs sind im Nordosten der Torhelm (2494 m) und im Osten der Isskogel (2264 m). Das Kreuzjoch wird durch ein Wanderwegenetz erschlossen und ist Teil des Skigebiets Zillertal Arena.